# Pont des Acacias
Le pont des Acacias est un pont routier et piéton sur l'Arve, situé dans le canton de Genève, en Suisse.

## Localisation
Le pont des Acacias est le huitième pont le plus en amont de l'Arve après son entrée en Suisse. C'est l'un des trois ponts sur l'Arve du canton de Genève, avec le pont de Carouge et le pont de Saint-Georges, sur lequel passe le tramway.

## Histoire
À la fin du XVIe siècle, le pont de Carouge, trop éloigné de la ville pour être défendu facilement, est démonté et reconstruit sous la forme d'un pont-levis plus ou moins à la hauteur de l'actuel pont des Acacias. C'est là l'une des premières mentions du quartier des Acacias qui, originellement, désigne à Genève un petit groupe de maisons situé sur l'emplacement actuel du carrefour de l'Étoile.
Si le pont actuel a été construit de 1955 à 1957, des versions successives relient les deux rives de l'Arve dès 1816, à l'occasion de l'intégration de la zone agricole des Vernets à la ville de Genève puis, en 1840 et encore en 1870, lorsque le sentier qui mène au quartier des Acacias est transformé en une route rectiligne bordée d'arbres.
L'organisation de l'exposition nationale suisse de 1896 à Genève permet le développement de la zone industrielle des Acacias bien desservie par le pont qui la relie au quartier de Plainpalais.
En 2004, la pose des voies de tramways au centre du pont force la suppression d'une voie de circulation.